# Grünschwanztrogon

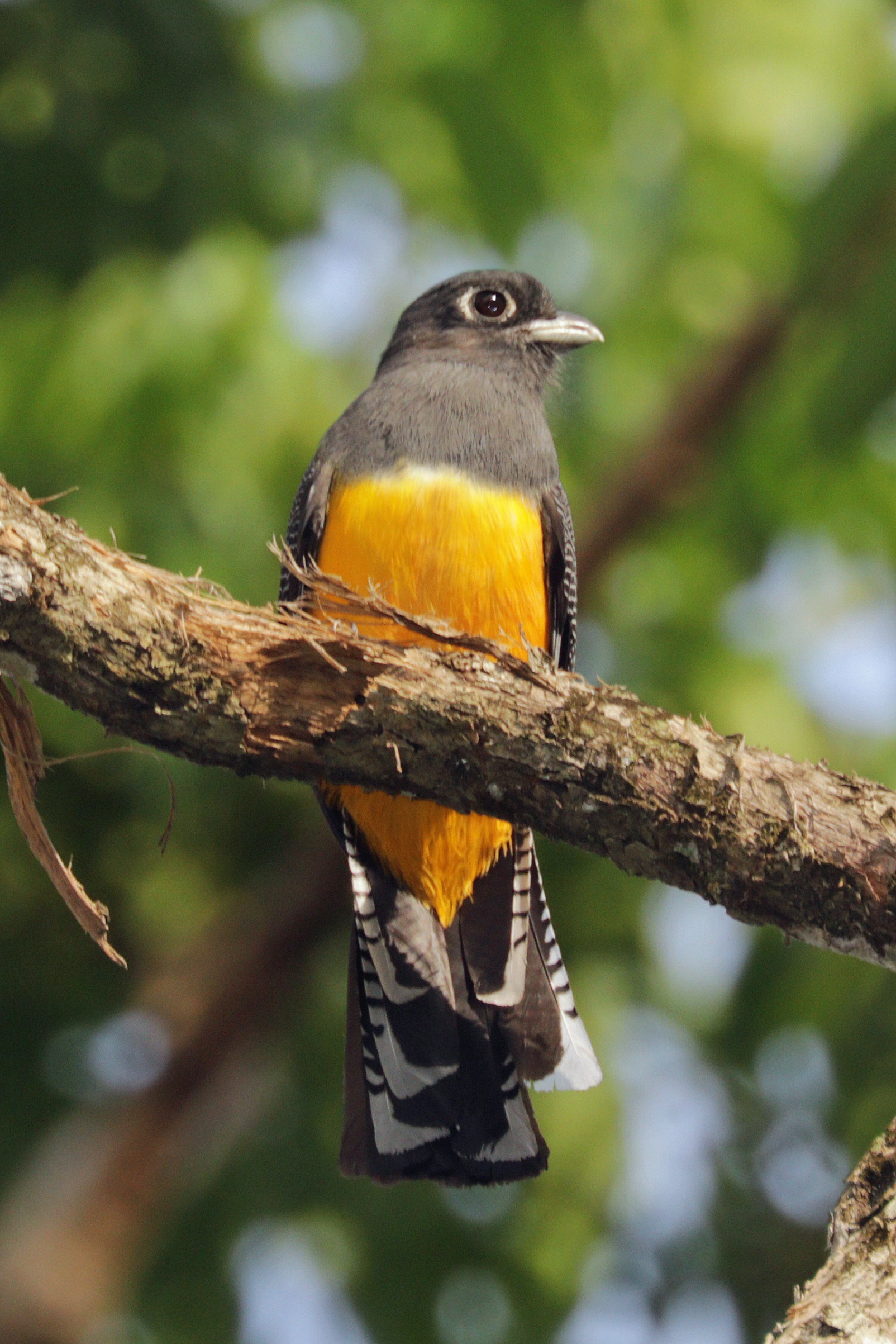
Weibchen in Panama

Verbreitungsgebiet des Grünschwanztrogones

Der Grünschwanztrogon (Trogon caligatus), Syn. Trogon violaceus caligatus, ist eine Vogelart aus der Familie der Trogone (Trogonidae).
Die Art wurde vom derzeit im Englischen „Violaceous Trogon“ genannten Trogon violaceus zusammen mit dem Amazonastrogon (Trogon ramonianus) abgespalten, bei dem sie jeweils als Unterart (Ssp.) geführt wurden.
Nach der Aufspaltung heißt der Veilchentrogon (Trogon violaceus) jetzt englisch „Guianan Trogon“.
Da die Bezeichnung „Trogon violaceus“ nicht mehr eindeutig zuordenbar ist, muss bei älteren Publikationen das Verbreitungsgebiet berücksichtigt werden, um Aussagen gegebenenfalls dem Grünschwanztrogon zuordnen zu können.
Der Vogel kommt in Mexiko, Zentralamerika, Kolumbien, Ecuador, Peru und Venezuela vor.
Der Lebensraum umfasst immergrünen Primärwald, Regenwald, auch hoch gewachsenen Sekundärwald, Lichtungen, Waldränder, Plantagen und Mangrovenwald, meist über 400 bis mindestens 1400 m Höhe.
Der Artzusatz kommt von lateinisch caligatus ‚gestiefelt‘, weil die Beine bis zu den Zehen befiedert sind.

## Merkmale
Die Art ist 22–25 cm groß, wiegt zwischen 38 und 57 g, ein relativ kleiner Trogon. Das Männchen hat einen blass blaugrauen Schnabel und hellgelben Augenring, Scheitel, Kopf bis mittlere Brust sind blauviolett, Maske und Kehle sind schwarz, das schmale weiße Brustband geht in das helle Gelb der Unterseite über. Die Oberseite ist metallisch grün, der Flügelspiegel undeutlich schwarz-weiß marmoriert und sieht aus der Ferne grau aus. Die Flugfedern sind dunkel, die Handschwingen an den Außenfahnen weißlich. Der Schwanz ist eher kurz, blauviolett mit schwarzen Spitzen auf der Oberseite, dünn schwarz-weiß gebändert mit breiteren weißen Spitzen in Form von drei Binden auf der Unterseite.
Das Weibchen hat einen schwärzlichen Schnabelfirst, einen weißen unterbrochenen Augenring und weißen Fleck hinter dem Auge. Die blauvioletten und grünen Töne des Männchens fehlen, der Flügelspiegel ist dicht gebändert, die Unterseite matter gelb, an den Flanken grau überhaucht. Die Schwanzunterseite hat schwarze Innenfahnen und sieht schwarz-weiß und gebändert aus.
Die Iris ist dunkel, die Füße sind schiefergrau.
Jungvögel haben einen brauneren Flügelspiegel und weniger Weiß an der Schwanzunterseite.
Die Art unterscheidet sich vom sehr ähnlichen Schwarzkehltrogon (Trogon rufus) hauptsächlich durch die Kopffärbung und die Lautäußerungen, vom Veilchentrogon (Trogon violaceus) ist die Art sicher nur durch die Stimme und das nicht überlappende Verteilungsgebiet zu unterscheiden. Die Schwanzunterseite ist weniger weiß als beim Weißschwanztrogon (Trogon chionurus) und feiner gebändert als beim Grünmanteltrogon (Trogon viridis).

## Geografische Variation
Es werden folgende Unterarten anerkannt:
- T. c. sallaei Bonaparte, 1856[11] – von Südmexiko bis Costa Rica, Kopf und Brust schwärzlich, Kopfkappe und unterer Brustrand blau, Oberseite mehr golden, Flügelspiegel dicht schwarz-weiß gebändert, blass grau erscheinend, Schwanzoberseite grüner
- T. c. concinnus Lawrence, 1862[12] – von Costa Rica, Panama über Westkolumbien und Westecuador bis Nordwesten Perus, ähnlich dem T. c. Sallaei, aber Oberseite bläulicher
- T. c. caligatus Gould, 1838, Nominatform – Nordostpanama bis Nordkolumbien und Westvenezuela

## Stimme
Der Gesang wird als lange Folge miauender Laute „PEW Pew pew pew pew“ oder schneller abfallender Laute „kyu-kyu-kyu-kyu-kyu-kyu“ beschrieben, ohne schneller zu werden bei beim Grünmanteltrogon (Trogon viridis) und höher als beim Schieferschwanztrogon (Trogon massena), erinnert an einen Brasilzwergkauz (Glaucidium brasilianum). Der Ruf ist ein sanftes Glucksen oder schnelles Rasseln „tr’r’r’r’r’“.

## Lebensweise
Die Art ist vermutlich ein Standvogel.
Die Nahrung besteht hauptsächlich aus Früchten und kleinen Wirbellosen. Möglicherweise bevorzugt dieser Trogon eher Früchte als andere Vertreter seiner Gattung. Küken werden mit Insekten und kleinen Früchten gefüttert. Die Nahrung wird oft in geringer Höhe gesucht, zusammen mit Drosseln (Turdidae) und Tangaren (Thraupidae). Die Art ist auch in gemischten Jagdgemeinschaften zu finden.
Die Brutzeit liegt in Mexiko zwischen März und Juni, wohl zwischen Mai und Juni in Belize, zwischen Mai und Juli in El Salvador, in Costa Rica zwischen Februar und Juni.
Das Nest wird in einem sehr großen Wespenbau (wie Parachartergus-Arten) meist in 10 bis 15 m Höhe am Waldrand oder außerhalb angelegt, aber auch in Baumnestern von Azteca-Ameisen, in Termitenbauten, anderen Epiphyten oder in einem abgestorbenen Baumstamm.
Das Gelege besteht aus 2 bis 3 Eiern.

## Gefährdungssituation
Der Bestand gilt als „nicht gefährdet“ (least Concern). Diese Aussage bezieht sich allerdings auf den „Violaceous Trogon“ vor der Aufspaltung, da für die einzelnen Arten bislang keine Untersuchungen vorliegen.